# Saison 2022-2023 de l'AC Milan
Maillots
Chronologie
Saison précédente Saison suivante

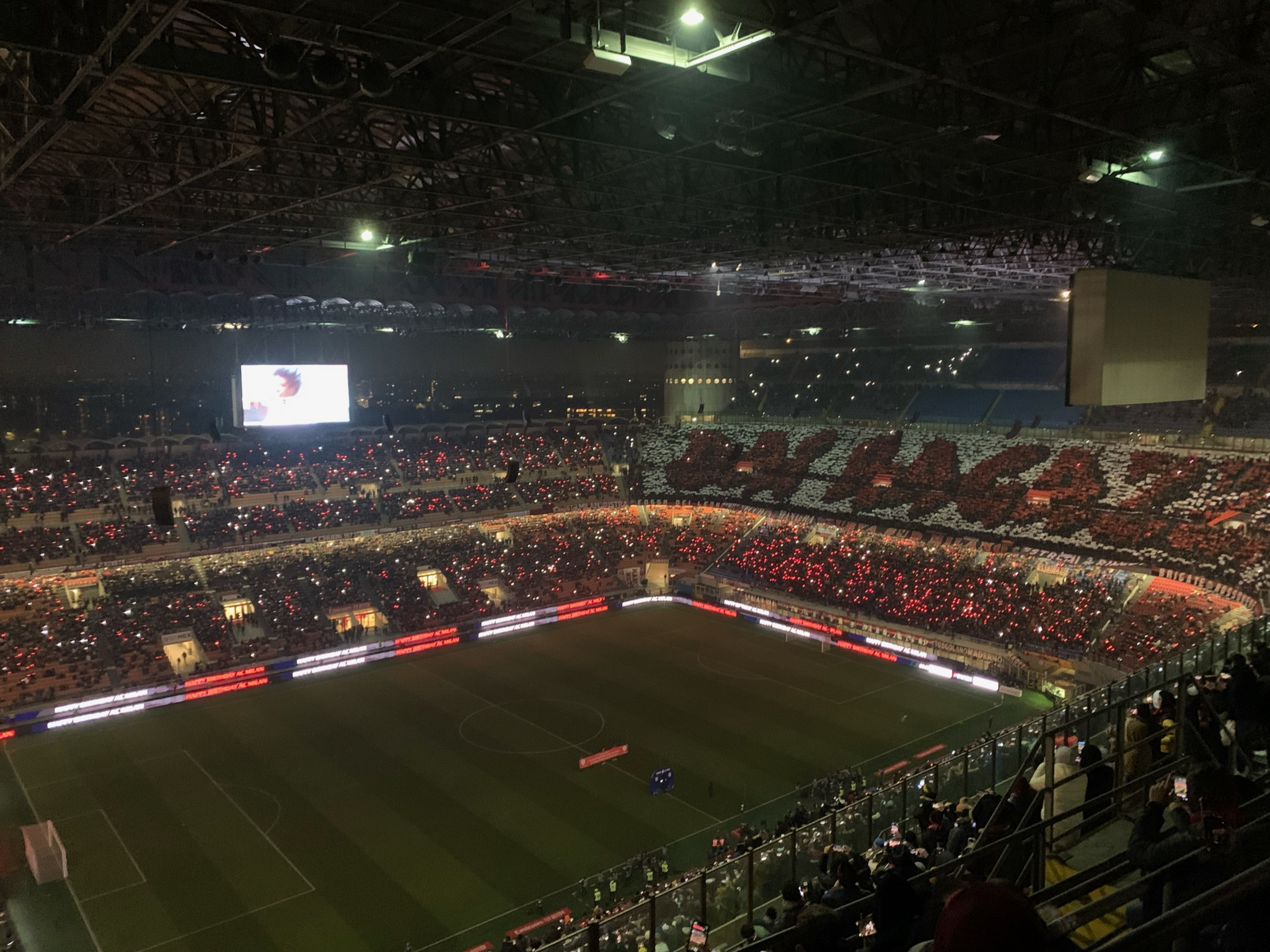
Le stade San Siro avant un match entre l'AC Milan et le SSC Napoli en décembre 2021.

La saison 2022-2023 de l'AC Milan est la 89e saison du club en première division italienne. Champion en titre, cette saison sera celle de la confirmation de son retour aux sommets. Cette saison est marquée par la mise à jour d'un nouveau scandale. Le 21 janvier 2023, la Juventus est sanctionnée de 15 points de pénalité par la Cour d'appel de la Fédération italienne, en raison de fraudes comptables lors de transferts de joueurs entre 2018 et 2021 ; le club annonce faire appel et obtient la suspension de la sanction le 20 avril.Le 22 mai 2023, la Juventus est de nouveau sanctionnée de 10 points par la Cour d'appel4.`
La fin de saison s'annonce riche en émotions. Le 04/06/2023, à l'occasion du dernier match à domicile contre Hellas Vérone, Ibrahimović annonce la fin de sa longue carrière. 
Le 5 juin 2023, le propriétaire du club Gerry Cardinale licencie Paolo Maldini et Frédéric Massara à la suite de différends concernant les investissements pour les transferts et le futur sportif du club.

## Tableaux des transferts

### Transferts d'été
| Nom                  | Nationalité   | Poste     | Transfert                | Provenance/Destination     | Division           |
| -------------------- | ------------- | --------- | ------------------------ | -------------------------- | ------------------ |
| Arrivées principales |               |           |                          |                            |                    |
| Divock Origi         | Belgique      | Attaquant | libre                    | Liverpool FC               | Premier League     |
| Tommaso Pobega       | Italie        | Milieu    | retour prêt              | Torino FC                  | Serie A            |
| Charles De Ketelaere | Belgique      | Milieu    | Transfert                | Club Bruges KV             | Jupiler Pro League |
| Yacine Adli          | France        | Milieu    | retour prêt              | Girondins de Bordeaux      | Ligue 1            |
| Alessandro Florenzi  | Italie        | Défenseur | Transfert                | Associazione Sportiva Roma | Serie A            |
| Malick Thiaw         | Allemagne     | Défenseur | Transfert                | Schalke 04                 | Bundesliga         |
| Aster Vranckx        | Belgique      | Milieu    | Prêt avec option d'achat | VfL Wolfsburg              | Bundesliga         |
| Sergiño Dest         | États-Unis    | Défenseur | Prêt avec option d'achat | FC Barcelone               | Liga               |
| Antonio Mirante      | Italie        | gardien   | libre                    |                            |                    |
| Départs principaux   |               |           |                          |                            |                    |
| Franck Kessié        | Côte d'Ivoire | Milieu    | Fin de contrat           | FC Barcelone               | Liga               |
| Alessio Romagnoli    | Italie        | Défenseur | Fin de contrat           | Lazio Rome                 | Serie A            |
| Samu Castillejo      | Espagne       | Milieu    | Fin de contrat           | Valence CF                 | Liga               |
| Alessandro Plizzari  | Italie        | Gardien   | transfert                | Pescara                    | Serie B            |
| Daniel Maldini       | Italie        | Attaquant | prêt                     | Spezia                     | Serie A            |

### Transferts d'hiver
| Nom                  | Nationalité | Poste     | Transfert | Provenance/Destination | Division             |
| -------------------- | ----------- | --------- | --------- | ---------------------- | -------------------- |
| Arrivées principales |             |           |           |                        |                      |
| Devis Vásquez        | Colombie    | gardien   | transfert | Club Guarani           | División Profesional |
| Départs principaux   |             |           |           |                        |                      |
| Marko Lazetić        | Serbie      | Attaquant | prêt      | SCR Altach             | Bundesliga           |

## Résultats[6]

### Serie A
| Journée | Date       | Lieu      | Adversaire         | Score | Buteur(s) pour l'AC Milan                     |
| ------- | ---------- | --------- | ------------------ | ----- | --------------------------------------------- |
| 1       | 13/08/2022 | domicile  | Udinese Calcio     | 4-2   | Hernandez 11e (pen.), Rebić 15e 68e, Díaz 46e |
| 2       | 21/08/2022 | extérieur | Atalanta Bergame   | 1-1   | Bennacer 68e                                  |
| 3       | 27/08/2022 | domicile  | Bologne FC         | 2-0   | Leão 21e, Giroud 58e                          |
| 4       | 30/08/2022 | extérieur | US Sassuolo        | 0-0   |                                               |
| 5       | 03/09/2022 | domicile  | Inter Milan        | 3-2   | Leão 28e 60e, Giroud 54e                      |
| 6       | 10/09/2022 | extérieur | Sampdoria de Gênes | 1-2   | Messias 6e, Giroud 67e (pen.)                 |
| 7       | 18/09/2022 | domicile  | SSC Naples         | 1-2   | Giroud 69e                                    |
| 8       | 01/10/2022 | extérieur | Empoli FC          | 1-3   | Rebić 79e, Ballo-Touré 90+4e, Leão 90+7e      |
| 9       | 08/10/2022 | domicile  | Juventus FC        | 2-0   | Tomori 45+1e, Díaz 54e                        |
| 10      | 16/10/2022 | extérieur | Hellas Vérone      | 1-2   | Veloso 9e (csc), Tonali 81e                   |
| 11      | 22/10/2022 | domicile  | AC Monza           | 4-1   | Díaz 16e 41e, Origi 65e, Leão 84e             |
| 12      | 30/10/2022 | extérieur | Torino FC          | 2-1   | Messias 67e                                   |
| 13      | 05/11/2022 | domicile  | Spezia Calcio      | 2-1   | Hernandez 21e, Giroud 89e                     |
| 14      | 08/11/2022 | extérieur | US Cremonese       | 0-0   |                                               |
| 15      | 13/11/2022 | domicile  | ACF Fiorentina     | 2-1   | Leão 2e, Milenković 90+1e (csc)               |
| 16      | 04/01/2023 | extérieur | US Salernitana     | 1-2   | Leão 10e, Tonali 15e                          |
| 17      | 08/01/2023 | domicile  | AS Rome            | 2-2   | Kalulu 30e, Pobega 77e                        |
| 18      | 14/01/2023 | extérieur | US Lecce           | 2-2   | Leão 58e, Calabria 70e                        |
| 19      | 24/01/2023 | extérieur | SS Lazio           | 4-0   |                                               |
| 20      | 29/01/2023 | domicile  | US Sassuolo        | 2-5   | Giroud 24e, Origi 81e                         |
| 21      | 05/02/2023 | extérieur | Inter Milan        | 1-0   |                                               |
| 22      | 11/02/2023 | domicile  | Torino FC          | 1-0   | Giroud 62e                                    |
| 23      | 18/02/2023 | extérieur | AC Monza           | 0-1   | Messias 31e                                   |
| 24      | 26/02/2023 | domicile  | Atalanta Bergame   | 2-0   | Musso 26e (csc), Messias 86e                  |
| 25      | 05/03/2023 | extérieur | ACF Fiorentina     | 2-1   | Hernandez 90+5e                               |
| 26      | 13/03/2023 | domicile  | US Salernitana     | 1-1   | Giroud 45+1e                                  |
| 27      | 19/03/2023 | extérieur | Udinese Calcio     | 3-1   | Ibrahimović 45+4e (pen.)                      |
| 28      | 02/04/2023 | extérieur | SSC Naples         | 0-4   | Leão 17e 59e, Díaz 25e, Saelemaekers 67e      |
| 29      | 07/04/2023 | domicile  | Empoli FC          | 0-0   |                                               |
| 30      | 15/04/2023 | extérieur | Bologne FC         | 1-1   | Pobega 40e                                    |
| 31      | 23/04/2023 | domicile  | US Lecce           | 2-0   | Leão 40e 74e                                  |
| 32      | 29/04/2023 | extérieur | AS Rome            | 1-1   | Saelemaekers 90+7e                            |
| 33      | 03/05/2023 | domicile  | US Cremonese       | 1-1   | Messias 90+3e                                 |
| 34      | 07/05/2023 | domicile  | SS Lazio           | 2-0   | Bennacer 17e, Hernandez 29e                   |
| 35      | 14/05/2023 | extérieur | Spezia Calcio      | 2-0   |                                               |
| 36      | 21/05/2023 | domicile  | Sampdoria de Gênes | 5-1   | Leão 74e, Giroud 23e 29e (pen.) 68e, Díaz 63e |
| 37      | 28/05/2023 | extérieur | Juventus FC        | 0-1   | Giroud 40e                                    |
| 38      | 04/06/2023 | domicile  | Hellas Vérone      | 3-1   | Giroud 45+2e (pen.), Leão 85e 90+2e           |

### Classement
| Rang | Équipe             | Pts   | J  | G  | N  | P  | Bp | Bc | Diff |
| ---- | ------------------ | ----- | -- | -- | -- | -- | -- | -- | ---- |
| 1    | SSC Naples         | 90    | 38 | 27 | 6  | 4  | 78 | 28 | +50  |
| 2    | SS Lazio           | 74    | 38 | 22 | 8  | 8  | 60 | 30 | +30  |
| 3    | Inter Milan C S    | 72    | 38 | 23 | 3  | 12 | 71 | 42 | +29  |
| 4    | AC MilanT          | 70    | 38 | 20 | 10 | 8  | 64 | 43 | +21  |
| 5    | Atalanta Bergame   | 64    | 38 | 19 | 7  | 12 | 66 | 48 | +18  |
| 6    | AS Rome            | 63    | 38 | 18 | 9  | 11 | 50 | 38 | +12  |
| 7    | Juventus FC        | 62-10 | 38 | 22 | 6  | 10 | 56 | 33 | +23  |
| 8    | ACF Fiorentina     | 56    | 38 | 15 | 11 | 12 | 53 | 44 | +9   |
| 9    | Bologne FC         | 54    | 38 | 14 | 13 | 11 | 53 | 49 | +4   |
| 10   | Torino FC          | 53    | 38 | 14 | 11 | 13 | 42 | 41 | +1   |
| 11   | AC Monza P         | 52    | 38 | 14 | 10 | 14 | 48 | 52 | -4   |
| 12   | Udinese Calcio     | 46    | 38 | 11 | 13 | 14 | 47 | 48 | -1   |
| 13   | US Sassuolo        | 45    | 38 | 12 | 9  | 17 | 47 | 61 | -14  |
| 14   | Empoli FC          | 43    | 38 | 10 | 13 | 15 | 37 | 49 | -12  |
| 15   | US Salernitana     | 42    | 38 | 9  | 15 | 14 | 48 | 62 | -14  |
| 16   | US Lecce P         | 36    | 38 | 8  | 12 | 18 | 33 | 46 | -13  |
| 17   | Spezia Calcio      | 31    | 38 | 6  | 13 | 19 | 31 | 62 | -31  |
| 18   | Hellas Vérone      | 31    | 38 | 7  | 10 | 21 | 31 | 59 | -28  |
| 19   | US Cremonese P     | 27    | 38 | 5  | 12 | 21 | 36 | 69 | -33  |
| 20   | Sampdoria de Gênes | 19    | 38 | 3  | 10 | 25 | 24 | 71 | -47  |

Qualifications européennes
Ligue des champions de l'UEFA 2023-2024
Ligue Europa 2023-2024
Ligue Europa Conférence 2023-2024
- 7e : tour de barrage - voie principale

Relégation
Abréviations

### Évolution du classement
| Journée  | 1 | 2 | 3 | 4 | 5 | 6 | 7 | 8 | 9 | 10 | 11 | 12 | 13 | 14 | 15 | 16 | 17 | 18 | 19 | 20 | 21 | 22 | 23 | 24 | 25 | 26 | 27 | 28 | 29 | 30 | 31 | 32 | 33 | 34 | 35 | 36 | 37 | 38 | Journées en tête |
| -------- | - | - | - | - | - | - | - | - | - | -- | -- | -- | -- | -- | -- | -- | -- | -- | -- | -- | -- | -- | -- | -- | -- | -- | -- | -- | -- | -- | -- | -- | -- | -- | -- | -- | -- | -- | ---------------- |
| Rang     | 3 | 5 | 2 | 6 | 3 | 3 | 5 | 5 | 5 | 3  | 2  | 3  | 2  | 3  | 2  | 2  | 3  | 2  | 2  | 5  | 6  | 5  | 4  | 3  | 5  | 4  | 4  | 3  | 4  | 4  | 4  | 5  | 6  | 5  | 5  | 4  | 4  | 4  |                  |
| Résultat | V | N | V | N | V | V | D | V | V | V  | V  | D  | V  | N  | V  | V  | N  | N  | D  | D  | D  | V  | V  | V  | D  | N  | D  | V  | N  | N  | V  | N  | N  | V  | D  | V  | V  | V  | —                |

### Coupe d'Italie
| Tour       | Date            | Lieu     | Adversaire | Score | Buteur(s) pour l'AC Milan |
| ---------- | --------------- | -------- | ---------- | ----- | ------------------------- |
| 1/8 finale | 11 janvier 2023 | domicile | Torino FC  | 0-1   |                           |

### Supercoupe d'Italie
| Tour   | Date            | Lieu  | Adversaire  | Score | Buteur(s) pour l'AC Milan |
| ------ | --------------- | ----- | ----------- | ----- | ------------------------- |
| Finale | 18 janvier 2023 | Riyad | Inter Milan | 0-3   |                           |

### Ligue des Champions
| Tour            | Date              | Lieu      | Adversaire        | Score | Buteur(s) pour l'AC Milan                                   |
| --------------- | ----------------- | --------- | ----------------- | ----- | ----------------------------------------------------------- |
| Phase de Poules | 6 septembre 2022  | extérieur | RB Salzbourg      | 1-1   | Saelemaekers 40e                                            |
|                 | 14 septembre 2022 | domicile  | Dinamo Zagreb     | 3-1   | Giroud 45e (pen.), Saelemaekers 47e, Pobega 77e             |
|                 | 5 octobre 2022    | extérieur | Chelsea FC        | 3-0   |                                                             |
|                 | 11 octobre 2022   | domicile  | Chelsea FC        | 0-2   |                                                             |
|                 | 25 octobre 2022   | extérieur | Dinamo Zagreb     | 0-4   | Gabbia 39e, Leão 49e, Giroud 59e (pen.), Ljubičić 69e (csc) |
|                 | 2 novembre 2022   | domicile  | RB Salzbourg      | 4-0   | Giroud 14e 57e, Krunić 46e, Messias 90+1e                   |
| 1/8ème finale   | 14 février 2023   | domicile  | Tottenham Hotspur | 1-0   | Díaz 7e                                                     |
|                 | 8 mars 2023       | extérieur | Tottenham Hotspur | 0-0   |                                                             |
| 1/4 finale      | 12 avril 2023     | domicile  | SSC Naples        | 1-0   | Bennacer 40e                                                |
|                 | avril 2023        | extérieur | SSC Naples        | 1-1   | Giroud 43e                                                  |
| 1/2 finale      | 10 mai 2023       | domicile  | Inter Milan       | 0-2   |                                                             |
|                 | 17 mai 2023       | extérieur | Inter Milan       | 1-0   |                                                             |